# Gigantodiaptomus angularis
Gigantodiaptomus angularis is een eenoogkreeftjessoort uit de familie van de Diaptomidae. De wetenschappelijke naam van de soort is voor het eerst geldig gepubliceerd in 1930 door Rylov.